# Naringenina-calcone sintasi
La naringenina-calcone sintasi è un enzima appartenente alla classe delle transferasi, che catalizza la seguente reazione:
3 malonil-CoA + 4-coumaroil-CoA ⇄ 4 CoA + naringenina calcone + 3 CO2
In presenza di NADH e di una reduttasi, viene prodotto il 6'-deossicalcone.